# Mark Harrington
Mark Harrington (San Francisco, 1959 o 1960) es un investigador del VIH/SIDA, un activista acérrimo en favor de la concienciación sobre el VIH/SIDA y la tuberculosis, y cofundador y director de políticas del Treatment Action Group (TAG). Tras graduarse en la Universidad de Harvard en 1983, Harrington dedicó tiempo a explorar sin comprometerse con ninguna carrera específica. Cuando la epidemia de SIDA se convirtió en algo personal para Harrington puesto que afectó a sus amigos cercanos (él mismo fue diagnosticado de VIH en 1990), decidió tomar medidas y se unió al grupo AIDS Coalition to Unleash Power o ACT UP. Como parte del Comité de Tratamiento y Datos de ACT UP, Harrington promovió la relación con funcionarios gubernamentales asociados con la investigación del SIDA. Finalmente, las diferencias de opinión sobre cómo defender mejor la investigación sobre el VIH/SIDA llevaron a Harrington y otros miembros de ACT UP a abandonar el grupo para iniciar su propio grupo, TAG. Con TAG, Harrington pudo crear políticas influyentes y significativas con respecto a la investigación del VIH/SIDA y trabajó en estrecha colaboración con NIH, la OMS y otras organizaciones gubernamentales. A lo largo de los años, Harrington se ha distinguido como un científico experto e investigador de renombre por derecho propio. Actualmente publica en múltiples revistas científicas y continúa siendo un defensor de las personas con VIH y tuberculosis en todo el mundo.

## Biografía
Harrington creció en los suburbios de San Francisco, en el seno de una familia de mentalidad liberal y recibiendo una buena educación. Es el mayor de cuatro hermanos. Su padre Richard era abogado y su madre Judith es pintora. Su padre era una celebridad local por su trabajo defendiendo a los objetores de conciencia durante la Guerra de Vietnam, y jugó un papel clave como abogado en el caso de la Corte Suprema: Negre V. Larsen.
Harrington comenzó su carrera universitaria en Harvard después de graduarse de Lowell High School en 1977, esperando seguir los pasos de su padre y estudiar derecho o políticas públicas. Fue en su primer año en Harvard cuando Harrington salió del armario como hombre gay. En ese momento, Harvard no era un ambiente acogedor para la comunidad LGBTQ+. Harrington no creía que fuera posible ser abiertamente gay y a la vez tener éxito en el mundo profesional en los tiempos que le tocaba vivir. En 1979, Harrington dejó los estudios durante un tiempo para auto descubrirse, realizando un viaje de medio año a Europa, antes de regresar en 1981. Finalmente se graduó en 1983 con especialización en estudios visuales y ambientales.
Después de Harvard, Harrington pasó tres años trabajando en The Coffee Connection en Cambridge, Massachusetts. Durante los años siguientes trabajó en muchos proyectos artísticos y estuvo involucrado en tres relaciones. En 1985 conoció Jay Funk, que era de Nueva York, y se trasladó allí en 1986, aunque la relación no duró mucho más después de la mudanza.
Harrington descubrió que vivía con VIH en 1990.

## Activismo contra el SIDA

### Activismo temprano y ACT UP
Harrington se involucró por primera vez en el activismo contra el VIH/SIDA después de que a un amigo cercano le diagnosticaran VIH en 1988. Su interés en el cambio social y las dinámicas de poder, que exploró durante su estancia en Harvard, lo llevaron a unirse al grupo de activismo contra el SIDA ACT UP. Como miembro de ACT UP, Harrington trabajó en el Comité de Tratamiento y Datos con Iris Long, Jim Eigo y otros. El Comité logró acelerar el proceso de acceso a ciertos medicamentos experimentales contra el SIDA y a otros aún en proceso de aprobación por la FDA. Gran parte del trabajo y las ideas del propio Harrington también se centraron en una mejor comunicación con los grupos de investigación del SIDA. Los esfuerzos de Harrington resultaron fructíferos ya que él y otros miembros de su comité cenaron con el director del NIAID, el Instituto Nacional de Alergias y Enfermedades Infecciosas, Anthony Fauci, para trabajar juntos y tratas planes futuros de investigación. Harrington y sus homólogos que trabajaban directamente con científicos e investigadores estaban bien versados en el mundo académico y científico para mantenerse al día con los profesionales con los que trataban a diario. A finales de los años ochenta, Fauci incluso propuso contratar a Harrington, ya que estaba "deslumbrado por su brillantez".  A medida que crecieron las relaciones entre ciertos miembros de ACT UP y funcionarios del gobierno, comenzaron a haber luchas internas con otros miembros de ACT UP.
En Let The Record Show: A Political History of ACT UP New York, 1987-1993, Sarah Schulman escribe: "Al analizar las entrevistas que realicé con una amplia variedad y demografía de usuarios de ACT UP, los dos nombres que surgen con mayor frecuencia en referencia a asuntos internos son claramente Maxine Wolfe y Mark Harrington... estos dos fueron nombrados repetidamente como influencias profundas". Schulman también escribe: "Estas son las dos personas a las que se culpa con más frecuencia por la caída y la autoderrota de ACT UP, y las dos mencionadas con mayor frecuencia en el centro de las victorias y fortalezas de ACT UP".

### Fundación de TAG
Los problemas dentro de ACT UP, como una organización dividida, la falta de financiación y la tensión sobre a qué asignar el tiempo y los recursos, finalmente llevaron a una división en la organización. En respuesta, Harrington junto con otros 20 miembros de ACT UP abandonaron la organización en 1992 para formar su propio grupo conocido como Treatment Action Group, o TAG. Para Harrington, la división no representaba un fracaso por parte de ACT UP. Más bien, fue un acontecimiento necesario y previsible ya que la organización no estaba destinada a durar.

### Trabajar con el  Treatment Action Group (TAG)
Los principios fundacionales de TAG eran fomentar las relaciones entre activistas e investigadores (tanto públicos como privados), servir como guardián de las prácticas éticas y apoyar la investigación que condujera a los mejores tratamientos posibles. Harrington y sus compañeros fundadores de TAG esperaban una nueva era para el activismo contra el VIH/SIDA y para el activismo en general: una en la que el gobierno no fuera un enemigo, sino un socio. Harrington señala que la parte más importante del trabajo de TAG fue hacer que los investigadores fueran más conscientes de las necesidades de las personas en quienes impacta su investigación, en este caso personas con VIH/SIDA, y también que la gente en general estuviera más educada sobre el trabajo de los investigadores. TAG era el intermediario entre los dos.
La primera gran victoria política de Harrington y TAG fue el informe:  AIDS Research at the NIH: A Critical Review (Investigación sobre el SIDA en los NIH: una revisión crítica). Redactado en 1992 por Harrington y otro miembro del TAG, Gregg Gonsalves, el informe esbozaba ciertas sugerencias que los NIH, Institutos Nacionales de Salud deberían adoptar para asignar mejor los recursos y gestionar la investigación del VIH/SIDA. Los NIH escucharon estas sugerencias y las incorporaron a la Ley de Revitalización de los NIH de 1993, firmada por el presidente Bill Clinton. La ley reestructuró y fortaleció el programa de investigación del SIDA de los NIH y creó la Oficina de Investigación del SIDA para supervisar todas las formas de investigación del VIH/SIDA en los Estados Unidos.
Otro momento importante para Harrington fue su discurso "Pathogensis and Activism (Patógenos y activismo)" de 1992 pronunciado en la Octava Conferencia Internacional sobre el SIDA en Ámsterdam. Aquí Harrington explicaba al mundo la plataforma de cooperación del TAG frente a las continuas tendencias de antagonismo. Además, utilizó sus propios ganglios linfáticos infectados por el VIH para explicar algunos de los mecanismos detrás del VIH e instar a otras personas con SIDA a participar en ensayos de investigación. Su discurso fue también la "revelación" pública de su condición de seropositivo, hecho que muchos no conocían.
Otros logros notables de Harrington y TAG fueron los artículos: The Crisis in Clinical AIDS Research (1993), Rescuing Accelerated Approval: Moving Beyond the Status Quo (1994) y Problems with Protease Inhibitor Development Plans (1995). El primero fue su propio artículo que destacaba los deficientes estándares en los ensayos clínicos realizados por el Departamento de Defensa de Estados Unidos, ACTG y otras organizaciones. Los otros dos artículos fueron importantes durante el desarrollo de los inhibidores de proteasa.

## Trabajo actual
Harrington ha participado en numerosas juntas, consejos y comités de los NIH, la FDA y la Organización Mundial de la Salud (OMS). Es decir, formó parte del Comité Asesor de Medicamentos Antivirales de la FDA y del Grupo de Trabajo de Evaluación del Programa de Investigación del SIDA de los NIH. Este grupo ayudó a reestructurar los NIH una vez más para asignar mejor los recursos para la investigación del VIH/SIDA.
Harrington centra sus esfuerzos en la pandemia mundial del SIDA. Después de recibir dinero de la subvención de la Fundación MacArthur, Harrington consideró que sería mejor ayudar a combatir las infecciones por VIH en los países más grandes y más devastadores. Harrington y Gregg Gonsalves son los únicos dos activistas contra el SIDA que han recibido una beca MacArthur, conocida extraoficialmente como la "Genius Grant". Los dos trabajaron juntos y fueron miembros de ACT UP y TAG.
En 2007 recibió una subvención de 4,7 millones de dólares de la Fundación Bill y Melinda Gates que utilizó para ampliar iniciativas para educar a los activistas del SIDA en África sobre los peligros y las verdades de la tuberculosis y aumentar la intervención gubernamental. Su trabajo sobre la tuberculosis comenzó en 2002. Harrington espera atraer más atención hacia la tuberculosis, ya que es una enfermedad característica de los pobres y marginados, por lo que no ha recibido la misma atención que recibió el virus indiscriminado del VIH.
Harrington trabajó con el Grupo de Trabajo para Poner Fin a la Epidemia del Estado de Nueva York, cuyo objetivo era acabar con el SIDA en Nueva York para 2020.
Escribe artículos para revistas como Lancet, PLoS Magazine y Science.

## Reconocimientos
- 1997 Programa de becas MacArthur
- Beca de la Fundación Bill y Melinda Gates 2007

## Obra
- AIDS Research at the NIH: A Critical Review con Gregg Gonsalves (Presentada en la VIII International Conference on AIDS, Ámsterdam, Países Bajos, 20 de julio de 1992)
- Pathogenesis and Activism (Presentada en la VIII International Conference on AIDS, Ámsterdam, Países Bajos, 20 de julio de 1992)
- The Crisis in Clinical AIDS Research (diciembre de 1993)
- Rescuing Accelerated Approval: Moving Beyond the Status Quo con Spencer Cox, Dennis Davidson, Gregg Gonsalves, Carlton Hogan, and Rebecca Pringle Smith (Informe para la FDA Antiviral Drugs Advisory Committee in Silver Spring, Maryland 12–13 de septiembre de 1994)
- Problems with Protease Inhibitor Development Plans con David Barr, Spencer Cox, Gregg Gonsalves, Derek Link, Michael Ravitch, y Theo Smart (Para la National Task Force on AIDS Drug Development in Washington D. C. del 23 de febrero de 1995)
- AIDS Research Highlights from the 35th Interscience Conference on Antimicrobial Agents & Chemotherapy (ICAAC) con Michael Marco, Spencer Cox and Tim Horn (San Francisco, California el 17–20 de septiembre de 1995)
- Position Paper on Accelerated Approval for INVIRASE Brand Saquinavir (7 de noviembre de 1995)
- Viral Load in Vancouver (Informe para la 11th International Conference on AIDS, Vancouver, British Columbia, del 8–10 de julio de 1996)
- Access Versus Answers (1996)
- It's Time to Change the Standard of Care For People With AIDS (24 de febrero de 1997)
- Notes from the Gallo Lab Meeting (19 de septiembre de 1998)
- "Hit HIV-1 hard, but only when necessary", Mike Harrington, Charles C.J. Carpenter M.D., The Lancet (355, 17 de junio de 2000)
- "World Health Organization HIV Treatment Guidelines Evolve", The Body Invierdo de 2010